# Gabriele Ambrosetti
Gabriele Ambrosetti (* 7. August 1973 in Varese; Italien) ist ein ehemaliger italienischer Fußballspieler.
Er war Mitglied in der erfolgreichen Mannschaft von Vicenza Calcio, die Mitte der 1990er Jahre die Coppa Italia gewann und bis ins Finale des Europapokals der Pokalsieger einzog. Aufgrund starker Leistungen während seiner ersten Periode beim Verein, gilt er neben Roberto Baggio und Paolo Rossi als einer der besten Spieler in der Vereinshistorie.
Zwischen 1996 und 1998 war er jeweils unter den notenbesten Spielern der Serie A, schaffte es jedoch niemals zum Nationalspieler seines Landes.

## Vereinskarriere
Ambrosetti begann seine Karriere in der Jugend seines Heimatvereins AS Varese. 1990 stieg er in die A-Mannschaft auf und debütierte in der Serie C. In der Spielzeit 1993/94 schaffte er mit neun Saisontoren als linker Mittelfeldspieler seinen Durchbruch und wechselte daraufhin in die Serie B zu Brescia Calcio.

### Brescia Calcio
Beim Erstligaabsteiger avancierte er daraufhin zur Überraschung der Spielzeit und erkämpfte sich im starken Mittelfeld der Norditaliener einen Stammplatz. Im Verbund mit dem damaligen Superstar Gheorghe Hagi war das linke Mittelfeld Ausgangspunkt für einen Großteil des Offensivspiels der blau-weißen, was sich auch an den gemeinsam erzielten 19 Toren widerspiegelte. Brescia schaffte den sofortigen Wiederaufstieg, woraufhin Ambrosetti in seine erste Serie A Spielzeit ging. Dort hatte der Verein den Abgang von Hagi, der nach der erfolgreichen Fußball-Weltmeisterschaft 1994 zurück nach Spanien zum FC Barcelona wechselte, zu kompensieren, was man mit einer Fülle an Neueinkäufen zu lösen versuchte. Brescia präsentierte sich daraufhin nicht erstligareif und steckte von Beginn an im Abstiegskampf. Trotz zweier Tore in neun Einsätzen im Herbst, entschloss sich Trainer Mircea Lucescu in Folge dazu Ambrosetti im Winter zu verleihen und verstärkt auf etablierte Spieler im Abstiegskampf zu setzen.
Zur Rückrunde ging er daraufhin für ein halbes Jahr zum AC Venezia zurück in die Serie B, wo er unauffällig agierte, lediglich drei Tore in 18 Einsätzen schoss und zum Ende der Spielzeit an seinen gerade wieder abgestiegenen Stammverein zurückwechselte. Brescia war durch den erneuten Abstieg in die Zweitklassigkeit gezwungen das Budget drastisch zu reduzieren, woraufhin bis auf Ioan Sabău alle Legionäre abgegeben wurden und ein Neustart mit eigenen Talenten wie Andrea Pirlo oder Roberto Baronio versucht wurde. Dies führte dazu, dass der Verein im Herbst der Spielzeit 1994/95 auch in der Serie B in den Tabellenkeller abrutschte und die Chancen auf den Wiederaufstieg früh verspielt hatte. In Folge war Ambrosetti für den Verein nicht mehr zu halten und wurde in die Serie A an Vicenza Calcio verkauft.

### Vicenza Calcio
In Vicenza wurde er auf Anhieb wichtiger Bestandteil im damals modernen 4-4-2 System von Trainer Francesco Guidolin auf der linken offensiven Außenbahn. Abgesichert durch eine starke Abwehr mit Spielern wie Luigi Sartor, Joachim Björklund oder Giovanni Lopez, hatte er viele offensive Freiheiten, die er als Vorlagengeber für den etatmäßigen Sturm Marcelo Otero und Roberto Murgita nutzte. In der Folgesaison schaffte man mit Ambrosetti als Leistungsträger mit Gewinn der Coppa Italia gegen den SSC Neapel den größten Erfolg der Vereinshistorie. 1997/98 kam man nach Siegen gegen Legia Warschau und Roda Kerkrade bis ins Halbfinale des Pokals der Pokalsieger, wo man dem späteren Sieger FC Chelsea mit einem Gesamtergebnis von 2:3 jedoch knapp unterlag. Ambrosetti, inzwischen zur überragenden Persönlichkeit im Spiel von Vicenza aufgestiegen, hatte mit insgesamt zwei Toren und drei Vorlagen großen Anteil am Erreichen des Halbfinales und war in beiden Halbfinalbegegnungen gegen Chelsea bester Spieler seiner Mannschaft. Simultan zum Erfolg auf europäischer Ebene geriet man in der Liga erstmals ins untere Tabellendrittel, konnte jedoch temporär die Problemfelder auf der Position des linken Verteidigers und im zentralen Mittelfeld durch die Ausleihen von Roberto Baronio, Francesco Coco und Massimo Ambrosini beheben. Vor allem Ambrosini erwies sich als Volltreffer, schaffte den Durchbruch im Profifußball und erwies sich als starke Ergänzung zu Ambrosetti auf der linken Mittelfeldseite. Nach dem Abgang von Erfolgstrainer Guidolin zu Udinese Calcio und der Rückholung von Coco und Ambrosini zum AC Milan konnte der Verein das hohe Level nicht mehr halten und stieg als Tabellensiebzehnter wieder ab. Ambrosetti war trotz mehrerer Angebote dem Verein treu geblieben, war jedoch nun nicht mehr bereit den Gang in Liga zwei mitzumachen.

### FC Chelsea
In Folge wechselte er als Wunschspieler von Gianluca Vialli für eine Ablösesumme von £ 3,5 Mio. nach England zu dessen damaligen Verein FC Chelsea. Vialli wollte ihn bereits nach seinen starken Auftritten im Europapokal verpflichten, was im Vorjahr jedoch noch gescheitert war. Bereits vor seiner Ankunft wurde er daraufhin von Vialli über den Klee gelobt und als der „italienische Ryan Giggs“ angepriesen, wodurch es zu einer hohen Erwartungshaltung an den Spieler kam, die er niemals erfüllen konnte. Ambrosetti hatte große Anpassungsprobleme an den englischen Spielstil und agierte als Schatten seiner selbst. Hinzu kam der Totalausfall des um £ 10 Mio. geholten Stareinkaufs Chris Sutton, den Ambrosetti mit Vorlagen versorgen sollte. Vialli geriet aufgrund allgemein schwacher Leistungen unter Druck und musste umstellen, woraufhin Ambrosetti seinen Stammplatz verlor. In Folge hatte er noch dazu mit Verletzungsproblemen zu kämpfen und kam bis zum Saisonende lediglich auf 16 Saisoneinsätze ohne Torerfolg und wurde neben Sutton der große Transferflop der Spielzeit. Nach der Entlassung von Vialli und der Verpflichtung von Trainer Claudio Ranieri wurde er zur Spielzeit 2000/01 in die Reservemannschaft versetzt und in der Winterübertrittszeit zurück in die Heimat zum damaligen Zweitligisten FC Piacenza verliehen.

### Leihphasen
In Folge schaffte er mit dem Verein als Tabellenzweiter hinter dem FC Turin den Aufstieg in die Serie A. Obwohl er aufgrund mehrerer kleinerer Verletzungen auf lediglich 14 Saisoneinsätze kam, verlängerte Piacenza daraufhin den Leihvertrag mit dem Spieler. Piacenza avancierte daraufhin aufgrund der starken Neuverpflichtungen von Eusebio Di Francesco, Matuzalém und Dario Hübner zu der Überraschungsmannschaft der Spielzeit, der formschwache Ambrosetti geriet im Gegensatz dazu immer mehr ins Abseits und verlor seinen Stammplatz. Piacenza legte in Folge keinen Wert mehr auf eine Verlängerung des Leihvertrags, woraufhin das gerade abgestiegene Vicenza die Chance ergriff den früheren Star zurückzuholen.
Die Rückkehr verlief jedoch enttäuschend. Vicenza hatte bereits während der Hinrunde die Chancen auf den Aufstieg fast verspielt und befand sich trotz eines verhältnismäßig starken Kaders mit Spielern wie dem damaligen Talent Christian Maggio, Fabio Firmani oder Stjepan Tomas im Niemandsland der Liga. Der als Heilsbringer geholte Ambrosetti war leistungstechnisch nur mehr ein Schatten früherer Zeiten, kämpfte abermals mit mehreren Verletzungen und bot bestenfalls durchschnittliche Leistungen. Am Ende der Spielzeit verpflichtete man aus finanziellen Gründen auf das Ziehen der Kaufoption, woraufhin er nach zwei Jahren Leihzeit wieder zu Chelsea zurückkam.
Zu Beginn der Spielzeit 2002/03 sollte er im Rahmen der geplanten Verpflichtung von Dino Baggio im Tausch an Lazio Rom abgegeben werden. Der Tausch scheiterte letztendlich jedoch an einer schweren Verletzung, die sich Baggio zum Beginn der Saison zuzog, woraufhin Ambrosetti gezwungen war seinen Vertrag bei Chelsea auszusitzen.

### Karriereausklang
Zur Spielzeit 2003/04 wechselte er darauf ein weiteres Mal zum abermals gerade abgestiegenen FC Piacenza zurück in die Heimat. Trotz einer gesamten Saison ohne Spielpraxis konnte er sich auf Anhieb einen Stammplatz erkämpfen und spielte eine Gute, wenn auch weitaus weniger tragende Rolle im Spielsystem der Romagnolen. Nach nur einer Spielzeit verließ er daraufhin Piacenza wieder und ging in die Serie C1 zum Traditionsverein Pro Patria Calcio, wo er bis 2007 seine Profikarriere ausklingen ließ.
Nach seinem Rücktritt als Profi spielte er noch zwei Jahre auf Amateurlevel für ASD Fulgor Cardano, ehe er sich 2009 komplett aus dem aktiven Fußballsport zurückzog.

### Sonstiges
2007 gewann er an der Seite der früheren Starspieler Benito Carbone und Giuseppe Signori mit einer italienischen Auswahl das jährlich ausgetragene FIFPro-Turnier für Vertragslose Spieler in Lissabon.

## Erfolge
- 1× Coppa Italia: 1996/97
- 1× FA Cup: 1999/2000
- 1× Community Shield: 2000
- 1× Englisch-italienischer Pokal: 1994